# Laszkarisz Mária magyar királyné
Laszkarisz Mária (Nikaia (ma İznik), 1206 körül – valószínűleg Buda, 1270. június 24./július 16.), görögül: Μαρία Λασκαρίνα, horvátul: Marija Laskaris, magyar királyné, IV. Béla felesége és de facto társuralkodója. Rendszeresen részt vett a hadjáratokban és tehetséges katonai vezető volt. 1257-ben vezette a magyar sereget Spalato ellen. Ő vezette az 1268-as szerb hadjáratot. Az 1240-es években felépíttette Visegrádot és a Budai várat a saját vagyonából, jelentős része volt az ország újjáépítésében.

## Családja
I. (Laszkarisz) Theodórosz nikeai (bizánci) császár és Angelosz Anna bizánci császári hercegnő leánya. Anyja révén III. Alexiosz bizánci császár unokája. Laszkarisz Irén nikaiai császárné húga és Laszkarina Eudokia (Zsófia) hercegnő nővére, Courtenay Mária nikaiai császárné mostohalánya, valamint III. Ióannész nikaiai császár, II. Iván Aszen bolgár cár és Cayeux-i Anseau, a Konstantinápolyi Latin Császárság régensének sógornője.

## Házassága IV. Bélával
Kezét II. András király a Szentföldről hazafelé jövet 1218-ban kérte meg az elsőszülött fia, Béla részére. Magával hozta Magyarországra, majd 1220-ban az akkor tizennégy éves IV. Bélához feleségül adta, és megkoronáztatta.
1221 után a II. Andrással elégedetlen főurak Bélát szerették volna apja ellenében trónra ültetni, és intrikákkal rávették őt, hogy kezdeményezze a Máriával kötött házasságának felbontását a pápánál, és egy időre Máriát el is küldte magától. A pápa nagyváradi és a váci püspököket bízta meg az ügy kivizsgálásával, akik 1223-ban tettek jelentést, mely szerint nem találtak okot a házasság felbontására, ezért Béla kérelmét elutasították. Ezután Máriát visszavette magához, ekkor viszont az intrikusok II. Andrásnál elérték, hogy ezt rossz szemmel nézze, így 1223-ban Béla és Mária inkább VI. Lipót osztrák herceghez menekült. 1225-ben Béla kibékült az apjával, így hazatértek.

## Királynéként
Tíz gyermeke született. Nagy része volt II. András felesége, Beatrix elüldözésében és abban, hogy IV. Béla utószülött Istvánt nem ismerte el testvérének. A tatárjárás alatt II. Frigyes osztrák herceghez, majd Splitbe (Spalatóba) és Klisszába menekült, ahol két gyermeke meghalt (Katalin és az idősebb Margit, †1242). 
Az ekkor született leányukat is Margitnak nevezték el, és felajánlották Isten szolgálatára Magyarország megmentéséért, aki három éves korától apácáknál nevelkedett Veszprémben, majd tizenkét éves korától a Nyulak-szigetén Béla által építtetett kolostorban élte le életét, Máriához közelebb, aki nagyon ragaszkodott hozzá.
1257-ben diplomáciai úton volt Dalmáciában, amikor megtudta, hogy Splitben magyar polgárokat gyilkoltak meg, ezért az ott állomásozó magyar sereg élére állt, és lerohanta a várost, hogy megbüntethesse a bűnösöket. Később Mária udvari ellenségei beárulták a királynak, aki viszont teljesen egyetértett felesége döntésével, és később sem korlátozta hatalmát.
1261-ben a királyné ismét Dalmáciába ment, hogy kisebbik fia, Béla herceg ügyeit segítse. Mária a férjével együtt Bélát szerette volna trónörökösnek, de ez szembenállt az Árpád kori hagyományokkal. Nem valószínű, hogy Béla herceg király akart lenni, mert Istvánnal nagyon közel álltak egymáshoz, a háborút a környezetük robbantotta ki. Mária hivatalosan férje oldalán állt, de egyben békepárti volt, támogatta az 1266-os Nyulak szigeti békekötést.
Életének utolsó szakaszát a férje és fia, István közti harcok és legkedvesebb fiának, Béla hercegnek (†1269), majd Margit lányának és végül férjének a halála keserítette meg 1270-ben, akiket csak pár hónappal élt túl. Férje mellett temették el az esztergomi ferencesek templomában.
A beszámolók szerint Mária királyné vezette az 1268-as szerb hadjáratot, ami a magyar történelemben rendkívülinek számít, mert más királynéknak nem volt katonai szerepe.

## Gyermekei

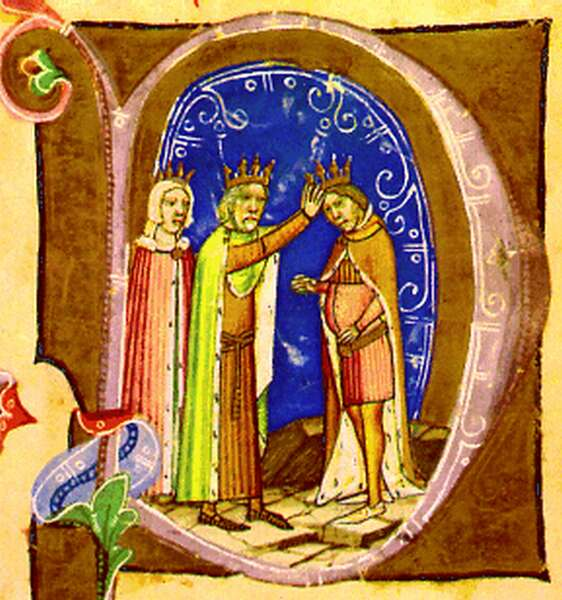
IV. Béla társuralkodóvá koronázza fiát, Istvánt. A Képes Krónika képén a király mellett Laszkarisz Mária látható

Férjétől, IV. Béla (1206–1270) magyar és horvát királytól 10 gyermeke született:
- Kinga (1224–1292), férje V. Boleszláv lengyel fejedelem (1226–1279), nem születtek gyermekeik
- Margit (idősebb) (?–1242)
- Anna (1226/27–1285 körül), férje Rosztiszláv (1219–1263) kijevi nagyherceg és csernyigovi fejedelem, 7 gyermek
- Katalin (1229 körül–1242)
- Erzsébet (1236–1271), férje XIII. Henrik (1235–1290) alsó-bajor herceg, 10 gyermek, többek között:
  - Ottó magyar király (1261–1312)
- Konstancia (1237–1276), férje I. Leó (1228 körül–1301 körül) halicsi király, 3 gyermek
- Jolán (1235/39–1298), férje Jámbor Boleszláv (1224/27–1279) gnieznói herceg, 3 leány
- István (1239–1272), 1270-től V. István néven magyar király, felesége Erzsébet (1240–1290/95) kun hercegnő, 7 gyermek, többek között:
  - Anna (1260–1281), férje II. (Palaiologosz) Andronikosz (1259–1332) bizánci császár, 1272-től társcsászár, 1282-től egyeduralkodó, 2 fiú, az egyikük:
    - IX. Mikhaél (1277–1320) bizánci társcsászár, felesége Szaven-Pahlavuni Mária (Rita) (1278–1333) örmény királyi hercegnő, 4 gyermek, többek között:
      - III. Andronikosz bizánci császár (1297–1341)
- Margit (fiatalabb) (1242–1270) apáca
- Béla (1250–1269), felesége Kunigunda (1247 körül–1288/1292 után) brandenburgi hercegnő, gyermekei nem születtek